# Roques de la Vila
Les Roques de la Vila, anomenades popularment La Muralla de Finestres o la Muralla Xinesa de Finestres, són una formació rocosa situada al despoblat de Finestres (Ribagorça), a la desembocadura del riu Guart a la Noguera Ribagorçana, al pantà de Canelles. Consisteixen en uns estrats erosionats de pedra calcària, que formen dues fileres de crestes rocalloses en forma de muralla, entre les quals hi ha les restes del Castell del Vilot de Finestres i l'ermita de Sant Vicenç de Finestres.